# Amip nhầy
Amip nhầy có tên khoa học là Dictyostelium discoideum, bản chất là loài amip đơn bào sống trong đất ẩm, thuộc ngành Amip (Amoebozoa) trong nhóm nguyên sinh vật, nhưng sống thành tập đoàn. Mỗi cá thể Dictyostelium discoideum riêng biệt là một tế bào nhân thực, kích thước khoảng vài phần trăm mm, thuộc nhóm các động vật đơn bào (protozoa) nhưng thường tồn tại thành một khối nhầy đa bào gồm nhiều cá thể và có biến đổi hình thái trong chu kì phát triển.
Amip nhầy được các nhà nghiên cứu khoa học chú ý, vì:
- Trước đây, loài này được xem là nấm trong nhóm nấm nhầy (slime mold), nhưng các nghiên cứu sau đó đã chứng tỏ nó là động vật.
- Loài này - về mặt tiến hoá - được xem là dạng trung gian giữa đơn bào và đa bào.[4]
- Khả năng thay đổi giữa dạng đơn bào và đa bào của nó đã làm cho nó được xem là đối tượng lý tưởng trong sinh học phát triển để nghiên cứu những thay đổi xảy ra ở "ngã ba" đường giữa cuộc sống đơn bào và đa bào.[5]
- Nó có nhiễm sắc thể với hệ gen tương đối dễ nghiên cứu, nên đã được chọn làm sinh vật mô hình trong di truyền học.[2][4]

## Nơi ở và dinh dưỡng
Trong tự nhiên, D. discoideum có thể được tìm thấy trong đất và lá ẩm ướt. Thức ăn chính của nó là vi khuẩn trong đất và ở chất hữu cơ phân hủy (thường có Escherichia coli).

## Chu kì sống

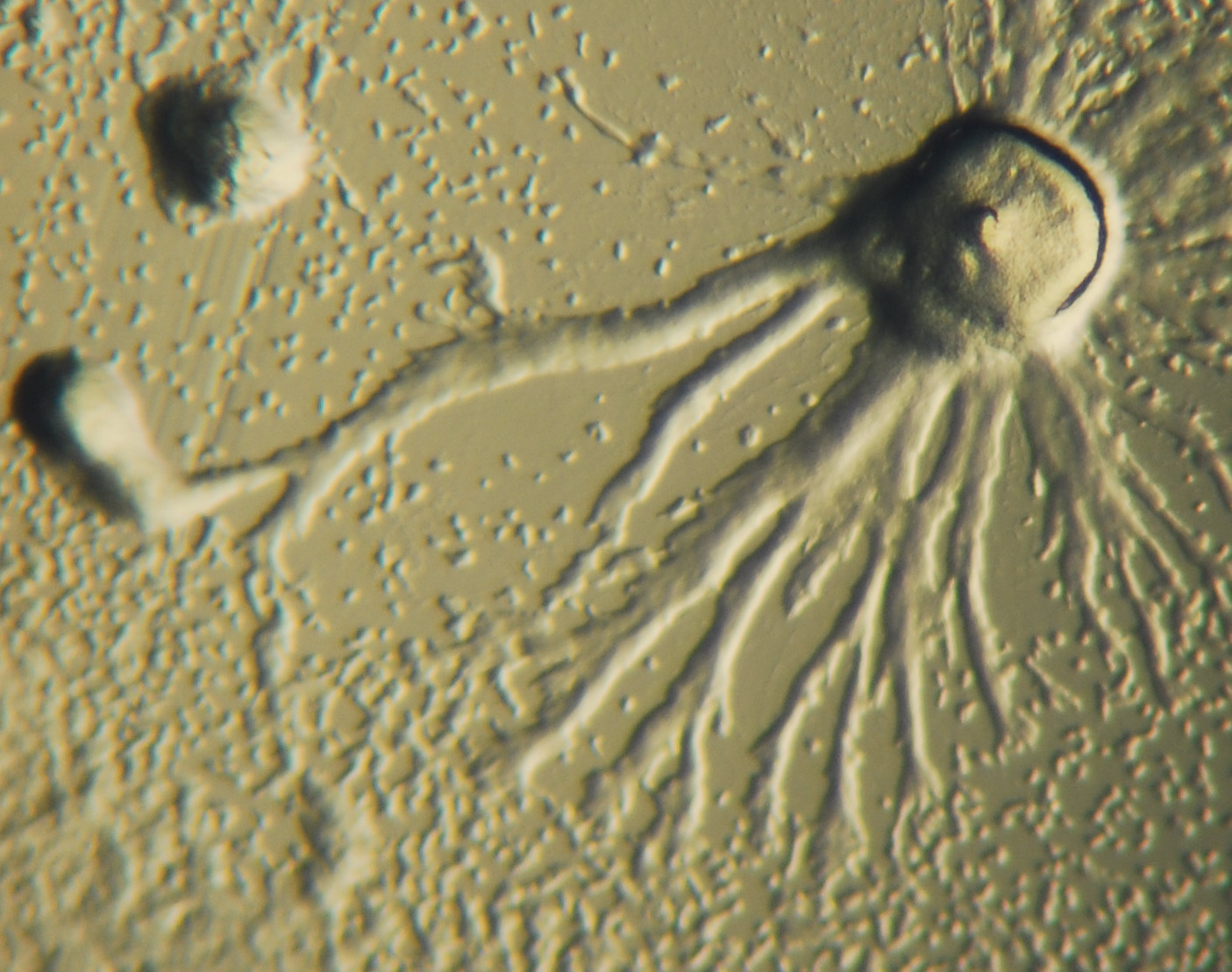
Hình 3: "Sên" Dictyostelium discoideum

- Vòng đời của amip nhầy được xem là khởi đầu vào thời điểm các bào tử được giải phóng từ một thể quả (fruiting body) rất giống với nấm (Fungi).
- Bào tử nảy mầm trong điều kiện ấm và ẩm ướt, tạo thành khối hợp bào (myxamoebae) giống như tập đoàn đơn bào kiểu như tập đoàn Volvox. Trong giai đoạn này, mỗi cá thể ăn vi khuẩn do các các vi khuẩn tiết ra axit folic thu hút chúng rồi phân chia theo phương thức nguyên phân. Khi nguồn thức ăn cạn kiệt, hợp bào chuyển sang giai đoạn tập hợp tạo thành một sinh vật đa bào.
- Đầu giai đoạn tập hợp, mỗi cá thể sản sinh ra glycôprôtêin kết dính các tế bào với nhau và ađênylin xyclaza tạo ra AMP vòng có chức năng thu hút các tế bào ở gần đến trung tâm khối hợp bào,[5] tạo thành khối như nấm nhầy khoảng 2 đến 4 mm rồi di cư (xem video ở hình đầu trang) như con sên, mà mỗi "con sên" này gồm khoảng 100.000 tế bào (hình 3).[3]

## Bộ gen
- Dự án giải trình tự bộ gen của D. discoideum đã được hoàn thành và công bố vào năm 2005. Đây là bộ gen của sinh vật nguyên sinh sống tự do đầu tiên được giải trình tự đầy đủ. Mỗi cá thể amip nhầy có bộ gen đơn bội kích thước là 34 Mb với thành phần cơ bản là 77% (A + T) phân bố trên sáu nhiễm sắc thể, mã hóa khoảng 12.500 prôtêin.[2] Trong số này có nhiều protein mã hóa của nó thường được tìm thấy ở nấm, thực vật và động vật.
- Ở bộ gen của amip nhầy có sự lặp lại rất nhiều của các nhóm trinucleotide; một nhóm của bộ gen được tập hợp lại, khiến các nhà nghiên cứu tin rằng nó đóng vai trò như tâm động.[2]
- Ở người, sự lặp lại các nhóm trinucleotide cũng đã được phát hiện ở các người bệnh nhất định. Do đó, nghiên cứu cách mà tập đoàn amip nhầy D. discoideum "chịu đựng" được những chuỗi amino acid lặp lại này có thể cung cấp cách thức để Y học cho phép con người dung nạp chúng.

Hình 4: Vòng đời của amip nhầy

Ngoài ra, nghiên cứu bộ gen của nó, cho thấy amoebozoa đã tách khỏi hướng tiến hóa chung trong nhánh hình thành động vật, từ đó phân tách thành động vật với thực vật riêng biệt.